# Madeleine Marion
Madeleine Marion (* 23. April 1929; † 10. März 2010) war eine französische Schauspielerin.

## Leben
Madeleine Marion wurde als Tochter von Jacques Doriot geboren, einem Kollaborateur unter der deutschen Besatzung Frankreichs, worüber sie ihr Leben lang Stillschweigen hielt. Sie wählte deshalb das Pseudonym Marion. Sie absolvierte in den 1950er Jahren eine Schauspielausbildung bei Béatrix Dussane am Conservatoire national supérieur d’art dramatique in Paris. Ab Mitte der 1950er Jahre begann ihre Karriere als Theaterschauspielerin. 1954 wurde ihr wegen ihrer Herkunft die Aufnahme in die Comédie-Française verweigert. Marion spielte ein breites Repertoire, das Rollen in den antiken Tragödien von Euripides und Sophokles umfasste, außerdem Stücke von William Shakespeare und der klassischen französischen Autoren Molière und Racine, aber auch Werke der Moderne und des zeitgenössischen Theaters.
1960 spielte sie die Mascha in Anton Tschechows Tragikomödie Drei Schwestern in einer Inszenierung von Sacha Pitoëff am Théâtre de l'Alliance française in Paris. 1961 trat sie am Théâtre des Champs-Élysées unter der Regie von Roger Planchon in einer Inszenierung von Christopher Marlowes Drama Edward II. auf. Weitere wichtige Rollen in späteren Jahren waren 1980 die Titelrolle in Racines Bérénice am Théâtre des Amandiers in Nanterre in einer Inszenierung von Antoine Vitez, 1983 die Gertrude in William Shakespeares Trauerspiel Hamlet am Théâtre national de Chaillot, ebenfalls eine Inszenierung von Antoine Vitez. Unter dessen Regie trat sie 1987 auch in Paul Claudels Drama Der seidene Schuh beim Theaterfestival von Avignon auf.
Von 1988 bis 1995 war Marion Professorin für szenische Interpretation am Conservatoire national supérieur d'art dramatique. Sie galt als geschätzte Schauspielpädagogin. 2002 wurde Marion Mitglied der Comédie-Française. In den letzten Jahren spielte sie dort unter anderem in Das große Welttheater von Pedro Calderón de la Barca (2004), in Robert Wilsons Inszenierung der Fabeln von Jean de La Fontaine (2004), in Die Bacchantinnen von Euripides in einer Inszenierung von André Wilms (2005) und in Yerma von Federico García Lorca (2008). In einer Neuinszenierung der Drei Schwestern von Alain Francon sollte sie Rolle der alten Haushälterin Anfissa übernehmen.
Der Schwerpunkt von Marions schauspielerischer Tätigkeit lag eindeutig auf ihrer Theaterarbeit. Marion spielte jedoch auch in einigen Filmen, die auch international gezeigt wurden. Dabei arbeitete sie unter anderem mit den Regisseuren Jean Renoir, Claude Barma, Robert Bresson, Jacques Rouffio und Jean-Paul Rappeneau zusammen. Von ihren Filmrollen blieben besonders in Erinnerung die Juliette in dem Horrorfilm Das Testament des Dr. Cordelier und ihre Darstellung der Mutter Oberin in der Literaturverfilmung Cyrano de Bergerac.

## Filmografie
- 1959: Das Testament des Dr. Cordelier (Le testament du Docteur Cordelier)
- 1959: Macbeth
- 1985: Der seidene Schuh (Le soulier de satin)
- 1986: Die Liebe der Florence Vannier (L’état de grâce)
- 1990: Cyrano de Bergerac
- 1994: Das Leben der Marianne (La vie de Marianne)
- 1998: Papa ist jetzt im Himmel (Papa est monté au ciel)